# Brasiltangare
Die Brasiltangare (Ramphocelus bresilia, Syn.: Ramphocelus bresilius), die auch Purpurtangare genannt wird, ist ein Vogel aus der Gattung der Samttangaren (Ramphocelus). Sie lebt im südöstlichen Brasilien in feuchten, offenen Waldlandschaften, an Waldrändern, in Sekundärwäldern, an Flussufern und Plantagen.

## Merkmale
Die Geschlechter der Brasiltangaren sehen unterschiedlich aus. Die Weibchen sind bräunlich mit dunklerem, kastanienfarbenen Kopf, Flügeln und Schwanz. Männliche Tiere sind intensiv rot mit schwarzen Flügeln und Schwanz. Der Schnabel der Männchen ist schwarz. Am Unterschnabel schließt sich ein auffallender weißer Fleck an. Brasiltangaren werden etwa 18 Zentimeter lang.

## Lebensweise
Die Vögel ernähren sich von Früchten und Insekten. Die nur zur Fortpflanzungszeit paarweise lebenden Vögel bauen ihre Nester aus den Scheinwurzeln (Rizomophoren) epiphytisch auf Bäumen wachsender Pilze der Gattung Marasmius. Ihr Gelege besteht aus zwei Eiern, die in 12 bis 14 Tagen allein vom Weibchen ausgebrütet werden. Die Jungen erreichen nach etwa 15 Monaten die Geschlechtsreife. Die Lebenserwartung der Brasiltangaren  beträgt mehr als zehn Jahre. Im brasilianischen Bundesstaat Minas Gerais überschneidet sich ihr Verbreitungsgebiet mit dem der nah verwandten Silberschnabeltangare (Ramphocelus carbo). Beide Arten bilden dort Hybriden.

## Unterarten
Es sind zwei Unterarten bekannt:
- Ramphocelus bresilia bresilia (Linnaeus, 1766)[2] kommt im östlichen Brasilien vor.
- Ramphocelus bresilia dorsalis Sclater, PL, 1855[3] ist im südöstlichen Brasilien verbreitet.